# Klas Östman
Klas Östman, född 29 april 1979 i Härnösand, är en svensk lagledare i ishockey. 

## Spelarkarriär
Klas Östman inledde sin spelarkarriär i Leksands IF juniorled och spelade sedan i bland annat Skövde IK som senior och spelade fram till säsongen 2001/02. 
Östman inledde sin karriär som tränare 2003/04 i Leksands IFs U16 SM lag som huvudtränare; han har även haft huvudansvaret i J18-laget. Efter fyra säsonger i Leksand hamnade Östman i Linköping HC:s juniorverksamhet med start säsongen 2007/08 och har bland annat haft huvudansvaret i J18 och J20. Under tiden i Linköping var även Östman assiterande tränare i Tjeckiens ungdomsled.
Efter 10 säsonger i juniorled fick Östman chansen på seniornivå, då han säsongerna 2013/14 och 2014/15 var assisterande tränare i Frölunda HC, som följdes upp av samma funktion i Linköping HC säsongerna 2015/16 till 2018/19. Efter detta bar karriären vidare till Schweiz och Östman blev assisterande tränare i NL-laget EV Zug där han säsongen 2020/21 vann guld. 
I maj 2021 meddelades att Östman blir huvudtränare i Linköping HC. Kontraktet sträcker sig över säsongen 2022/2023.
Den 20 December 2024 meddelar Linköping HC att Klas Östman entledigas från sin tjänst som huvudtränare.

## Uppdrag som tränare
- Frölunda HC, Elitserien/SHL, 2013-2015 (Assisterande tränare)
- Linköping HC, SHL, 2015-2019 (Assisterande tränare)
- EV Zug, National League, 2019-2021 (Assisterande tränare)
- Linköping HC, SHL, 2021- 2024  (Huvudtränare)